# Каули (Вайоминг)
Ка́ули (англ. Cowley) — город, расположенный в округе Биг-Хорн (штат Вайоминг, США) с населением в 560 человек по статистическим данным переписи населения 2000 года.

## История
Первое поселение на месте нынешнего города было основано общиной мормонов и называлось «Вайомингский Биг-Хорн-Бейсин». Впоследствии населённый пункт был переименован в честь одного из современных апостолов церкви мормонов Маттиаса Ф. Каули. Первые поселенцы прибыли на территорию будущего города 2 мая 1900 года и принялись за строительство канала Сидон, основным назначением которого должно было стать водоснабжение посёлка из реки Шошоне. К 1904 году было прокопано порядка 48 километров канала, на чём все работы были остановлены.
К зиме 1900 года в поселении насчитывалось около 18 бревенчатых жилых домов, построенных Робертом Бэрдом, Джоном Блеком, Хайрамом Куком, Джоном Диккенсоном, Робертом Фрейзером, Уильямом Грэхемом и другими первопроходцами — членами мормонской общины. Первая школа в населённом пункте была открыта в январе 1901 года, а первым школьным учителем стала Элиза Р. Блэк. Школа также размещалась в бревенчатом домике и поначалу насчитывала от 24 до 30 учеников.
26 сентября 1910 года в Каули открылось полная средняя школа «Академия Биг-Хорн», первый выпуск которой насчитывал 13 человек и состоялся в 1912 году. Первый же полный выпуск средней школы (четырёхлетки) произошёл спустя ещё три года. В 1916 году средняя школа городка переехала в новое каменное здание, а в 1925 году школа сменила официальное название на «Средняя школа Каули».

## География
По данным Бюро переписи населения США город Каули имеет общую площадь в 1,81 квадратных километров, водных ресурсов в черте населённого пункта не имеется.
Город Каули расположен на высоте 1216 метров над уровнем моря.

## Демография
По данным переписи населения 2000 года, в Каули проживало 560 человек, 160 семей, насчитывалось 200 домашних хозяйств и 223 жилых дома. Средняя плотность населения составляла около 311 человек на один квадратный километр. Расовый состав Каули по данным переписи распределился следующим образом: 97,32 % белых, 0,18 % — азиатов, 0,36 % — представителей смешанных рас, 2,14 % — других народностей. Испаноговорящие составили 3,39 % от всех жителей города.
Из 200 домашних хозяйств в 41,0 % воспитывали детей в возрасте до 18 лет, 70,0 % представляли собой совместно проживающие супружеские пары, в 7,5 % семей женщины проживали без мужей, 20,0 % не имели семей. 18,5 % от общего числа семей на момент переписи жили самостоятельно, при этом 9,0 % составили одинокие пожилые люди в возрасте 65 лет и старше. Средний размер домашнего хозяйства составил 2,80 человек, а средний размер семьи — 3,19 человек.
Население города по возрастному диапазону по данным переписи 2000 года распределилось следующим образом: 31,1 % — жители младше 18 лет, 9,3 % — между 18 и 24 годами, 24,5 % — от 25 до 44 лет, 22,1 % — от 45 до 64 лет и 13,0 % — в возрасте 65 лет и старше. Средний возраст жителей составил 34 года. На каждые 100 женщин в Каули приходилось 97,9 мужчин, при этом на каждые сто женщин 18 лет и старше приходилось 96,9 мужчин также старше 18 лет.
Средний доход на одно домашнее хозяйство в городе составил 38 750 долларов США, а средний доход на одну семью — 39 722 доллара. При этом мужчины имели средний доход в 31 848 долларов США в год против 20 000 долларов среднегодового дохода у женщин. Доход на душу населения в городе составил 14 964 доллара в год. 3,8 % от всего числа семей в округе и 7,2 % от всей численности населения находилось на момент переписи населения за чертой бедности, при этом 10,3 % из них были моложе 18 лет и 7,8 % — в возрасте 65 лет и старше.